# Oblastní rada Dolní Galilea
Oblastní rada Dolní Galilea nebo oblastní rada ha-Galil ha-tachton (hebrejsky מועצה אזורית הגליל התחתון‎, mo'aca ezorit ha-Galil ha-tachton,anglicky Lower Galilee Regional Council) je oblastní rada v Severním distriktu v Izraeli. Většina jejích sídel se nachází na východním okraji Dolní Galileje, v prostoru vymezeném na jihozápadě horou Tavor, na jihu planinami Ramot Jisachar (רמות יששכר‎), na východě Galilejským jezerem a na severu Bejtnetofským údolím. Jde o venkovskou oblast situovanou mezi aglomerací Nazaretu a městem Tiberias (obě města součástí oblastní rady nejsou).
Sídlo úřadů oblastní rady leží poblíž komplexu zemědělské školy Kadoorie. Oblastní rada má velké pravomoci zejména v provozování škol, územním plánování a stavebním řízení nebo v ekologických otázkách.

## Dějiny
Oblast východních planin Dolní Galileje byla už ve starověku osídleným regionem s častými zmínkami v bibli. Novověké židovské osidlování zde započalo koncem 19. století. První židovskou osadu byla Ilanija, založená jako cvičná farma roku 1899 a jako trvalé civilní sídlo roku 1902. Oblastní rada Dolní Galilea byla založena roku 1951.

## Seznam sídel
Oblastní rada Dolní Galilea sdružuje celkem 18 sídel. Z toho 3 kibucy, 9 mošavů, 1 mošava, 3 společné osady (jišuv kehilati) a 2 jiná sídla.

### Kibucy
- Bejt Kešet
- Bejt Rimon
- Lavi

### Mošavy
- Arbel
- ha-Zor'im
- Ilanija
- Kfar Chitim
- Kfar Kisch
- Kfar Zejtim
- Sde Ilan
- Šadmot Dvora
- Šarona

### Společné osady
- Giv'at Avni
- Masad
- Micpe Netofa

### Mošava
- Micpa

### Další sídla
- Hodajot
- Zemědělská škola Kadoorie

## Demografie
K 31. prosinci 2014 žilo v oblastní radě Dolní Galilea 11 300 obyvatel. Z celkové populace bylo 11 100 Židů. Včetně statistické kategorie „ostatní“ tedy nearabští obyvatelé židovského původu, ale bez formální příslušnosti k židovskému náboženství jich bylo 11 200.
| Rok            | 1961  | 1972  | 1983  | 1995  | 2006  | 2008  | 2009  | 2010  | 2011   | 2012   | 2013   | 2014   |
| -------------- | ----- | ----- | ----- | ----- | ----- | ----- | ----- | ----- | ------ | ------ | ------ | ------ |
| Počet obyvatel | 2 600 | 3 000 | 4 200 | 7 400 | 9 000 | 9 200 | 9 500 | 9 800 | 10 100 | 10 500 | 10 900 | 11 300 |